# OS/390
O OS/390 é um sistema operacional da IBM para os mainframes das famílias System/370 e System/390. O OS/390 é a soma do MVS com o UNIX System Services. A base do OS/390 inclui um servidor de comunicação que suporta VTAM, a funcionalidade VTAM AnyNet, TCP/IP e TIOC. Ele disponibiliza implementações da arquitetura SNA (3270), APPC, High Performance Routing, suporte a ATM, sockets, e RPC.

## História
O OS/390 foi lançado em 1995 como um sucessor do MVS. Em 2002 a IBM o estendeu para suportar a arquitetura dos processadores zSeries de 64-bit e adicionou várias outras melhorias. O sistema resultante foi renomeado como z/OS. A IBM suspendeu o suporte para os sistemas OS/390 ao final de 2004.